# Miami 2 Ibiza
Singles de Swedish House Mafia vs. Tinie Tempah
Miami 2 Ibiza (Instrumental)
(2010)
Singles par Swedish House Mafia
One
(2010) Save the World
(2011)
Singles par Tinie Tempah
Written in the Stars
(2010) Game Over
(2010)
Miami 2 Ibiza est une chanson du groupe de DJs suédois Swedish House Mafia et de Tinie Tempah.

## Liste des pistes
États-Unis Téléchargement digital
1. "Miami 2 Ibiza" - 3:24

 États-Unis Téléchargement digital - Instrumental
1. "Miami 2 Ibiza" (Instrumental) - 6:15

 Royaume-Uni Téléchargement digital
1. "Miami 2 Ibiza" (Clean Radio Edit) - 2:57
2. "Miami 2 Ibiza" (Explicit Radio Edit) - 2:57
3. "Miami 2 Ibiza" (Extended Vocal Mix) - 5:05
4. "Miami 2 Ibiza" (Instrumental) - 6:15
5. "Miami 2 Ibiza" (Sander Van Doorn Remix) - 5:57
6. "Miami 2 Ibiza" (Danny Byrd Remix) - 5:14

 Royaume-Uni 12" Vinyl - Danny Bird Remixes
1. "Miami 2 Ibiza" (Danny Byrd Instrumental) - 5:14
2. "Miami 2 Ibiza" (Danny Byrd Remix) - 5:14
3. "Miami 2 Ibiza" (Danny Byrd Dub) - 5:20

 Royaume-Uni 12" Vinyl - Sander Van Doorn Remixes
1. "Miami 2 Ibiza" (Instrumental) - 6:15
2. "Miami 2 Ibiza" (Extended Vocal Mix) - 5:05
3. "Miami 2 Ibiza" (Sander Van Doorn Remix) - 5:57

 Royaume-Uni Promo CD Single
1. "Miami 2 Ibiza" (Clean Radio Edit) - 2:57
2. "Miami 2 Ibiza" (Explicit Radio Edit) - 2:57
3. "Miami 2 Ibiza" (Clean Extended Vocal Mix) - 5:05
4. "Miami 2 Ibiza" (Explicit Extended Vocal Mix) - 5:05
5. "Miami 2 Ibiza" (Instrumental) - 6:15

 États-Unis Promo CD Single
1. "Miami 2 Ibiza" (Clean Radio Edit) - 2:57
2. "Miami 2 Ibiza" (Clean Extended Vocal Mix) - 5:05
3. "Miami 2 Ibiza" (Sander Van Doorn Remix) - 5:57
4. "Miami 2 Ibiza" (Clean Danny Byrd Remix) - 5:14
5. "Miami 2 Ibiza" (Explicit Radio Edit) - 2:57
6. "Miami 2 Ibiza" (Explicit Extended Vocal Mix) - 5:05
7. "Miami 2 Ibiza" (Danny Byrd Radio Edit) - 3:37
8. "Miami 2 Ibiza" (Danny Byrd Remix) - 5:15
9. "Miami 2 Ibiza" (Danny Byrd Dub) - 5:20
10. "Miami 2 Ibiza" (Instrumental) - 6:15

 États-Unis Promo DVD Single
1. "Miami 2 Ibiza" (Official Explicit Video) - 3:18
2. "Miami 2 Ibiza" (Super Clean TV Video) - 3:02
3. "Miami 2 Ibiza" (Semi Clean TV Video) - 3:03

## Classements et certifications
| Classement (2010)                       | Meilleure position |
| --------------------------------------- | ------------------ |
| Australie (ARIA)                        | 31                 |
| Autriche (Ö3 Austria Top 40)            | 36                 |
| Belgique (Flandre Ultratop 50 Singles)  | 3                  |
| Belgique (Wallonie Ultratop 50 Singles) | 3                  |
| Danemark (Tracklisten)                  | 22                 |
| Europe European Hot 100 Singles         | 8                  |
| Finlande (Suomen virallinen lista)      | 16                 |
| Allemagne (Media Control AG)            | 46                 |
| Irlande (IRMA)                          | 5                  |
| Pays-Bas (Single Top 100)               | 1                  |
| Pologne (Dance Top 50)                  | 12                 |
| Écosse (OCC)                            | 4                  |
| Suède (Sverigetopplistan)               | 10                 |
| Suisse (Schweizer Hitparade)            | 19                 |
| Royaume-Uni (UK Dance Chart)            | 1                  |
| Royaume-Uni (UK Singles Chart)          | 4                  |
| Classement (2011)                       | Meilleure position |
| Canada (Hot 100)                        | 92                 |
| France (SNEP)                           | 71                 |
| États-Unis (Dance Club Songs)           | 1                  |

| Classement (2011)                           | Position |
| ------------------------------------------- | -------- |
| Pologne Dance Singles Chart                 | 32       |
| États-Unis Hot Dance Club Songs (Billboard) | 40       |

| Pays        | Provider | Certification | Ventes   |
| ----------- | -------- | ------------- | -------- |
| Australie   | ARIA     | Platine       | 70,000+  |
| Royaume-Uni | BPI      | Argent        | 200,000+ |

## Historique de sortie
| Pays        | Date             | Format                 | Label           |
| ----------- | ---------------- | ---------------------- | --------------- |
| Royaume-Uni | 1er octobre 2010 | Téléchargement digital | Virgin          |
| Royaume-Uni | 8 octobre 2010   | 12" Vinyle             | Virgin          |
| États-Unis  | 11 avril 2011    | CD Promo               | Capitol Records |